# Liczba Lewisa
Liczba Lewisa – liczba podobieństwa, określa stosunek dyfuzji termicznej do dyfuzji molekularnej:
{\displaystyle Le={\frac {D_{th}}{D_{mol}}},}
gdzie:
{\displaystyle D_{th}} – współczynnik dyfuzji termicznej,
{\displaystyle D_{mol}} – współczynnik dyfuzji molekularnej.
Liczbę Lewisa można wyrazić poprzez stosunek liczby Schmidta do liczby Prandtla:
{\displaystyle Le={\frac {Sc}{Pr}}.}